# Archäologisches Museum Tétouan

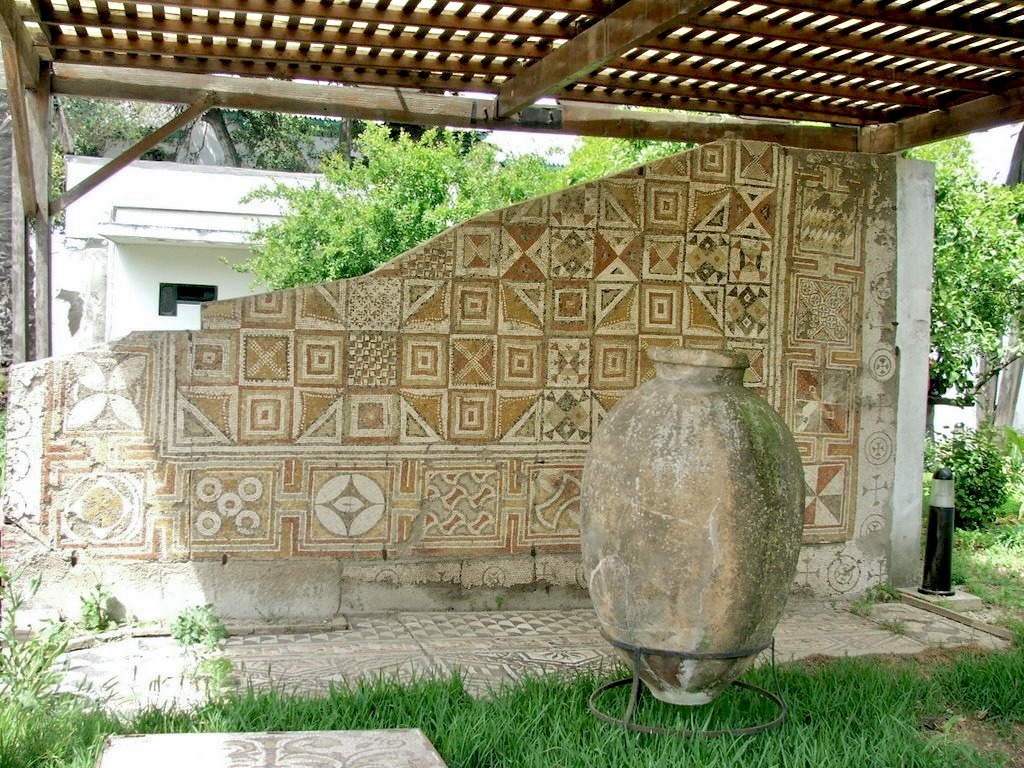
Geometrisches Mosaik mit Kreuzen am Rand

Das Archäologische Museum der nordmarokkanischen Stadt Tétouan gehört – neben dem Archäologischen Museum von Rabat und dem Kasbah-Museum von Tanger – zu den wichtigsten Museen des Landes.

## Lage
Das Archäologische Museum von Tétouan befindet sich unweit des Königspalastes (Palais Royal) am östlichen Rand der während des spanischen Protektorats erbauten Neustadt.

## Geschichte
Das Museum entstand als Neubau Ende der 1930er Jahre und wurde 1940 eröffnet. Es beherbergt hauptsächlich Mosaiken aus der damals zur spanischen Einflusssphäre gehörenden römischen Stadt Lixus, aber auch andere kleinere Fundorte im Norden Marokkos werden erwähnt.

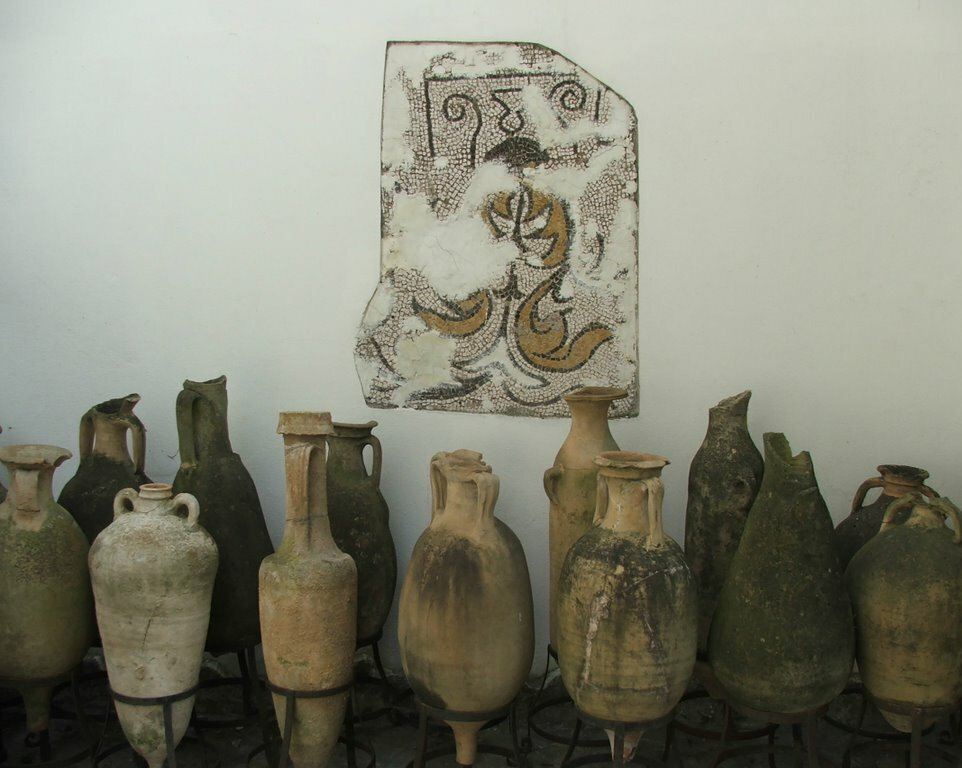
Amphoren und Mosaik

## Exponate (Auswahl)
- Vestibül: Mosaik der Drei Grazien und der Vier Jahreszeiten
- Eingangsbereich: Vitrine mit antiken Münzen
- rechter Saal: Vor- und Frühgeschichte – Modell des Steinkreises von M'zora
- linker Saal: römische Mosaiken
- Obergeschoss: römische Kleinfunde
- Garten: Mosaiken (darunter eines mit Kreuzen am Rand), Grabstelen, Amphoren etc.